# Silberfeld
Silberfeld was een gemeente in de Duitse deelstaat Thüringen. Op 1 december 2011 werd ze samen met het gehucht Quingenberg opgenomen in de gemeente Zeulenroda-Triebes.